# 神本雄也
神本 雄也（かもと ゆうや、1994年（平成6年）9月14日 - ）は、日本の男性の体操選手であり、代表チームの一員である。

## 経歴・人物
東京都杉並区生まれ。父の神本堅二も元体操選手。明星高等学校を経て、関西高等学校を卒業する。明星高等学校在学中、2010年シンガポールユースオリンピックに出場し、個人で金メダル、つり輪で銀メダルを獲得した。2013年より日本体育大学所属、2017年にはコナミスポーツ体操競技部に所属する。
2014年アジア競技大会で、男子体操の個人と平行棒で、チームで金メダルを獲得した。また、2014年のアジア大会で男子体操ゆかで銅メダルを獲得した。